# 공자 정
공자 정(公子貞, ? ~ 기원전 559년)은 춘추 시대 초나라의 왕족, 영윤이다. 자는 자낭(子囊)이다. 초 장왕의 아들이자 초 공왕의 동생이다.

## 생애
언릉 전투 이전에 진나라와 직접 교전하는 것에 반대하였다.
기원전 568년, 숙부인 공자 영제, 공자 임부의 뒤를 이어 영윤이 되었다. 당시 진 도공 치하의 진나라는 패권을 새롭게 확립한 상태였고, 공자 정은 진나라와의 직접적인 충돌을 피하였다. 다만 여러 차례 출병하여 최대한 초나라의 이익을 보호하려고 하였다.
기원전 568년과 기원전 566년, 진(陳)나라를 공격하여 다시 초나라의 속국이 되도록 하였다.
기원전 565년, 정나라를 공격하였다.
기원전 563년, 갓 귀부한 정나라와 함께 송나라를 공격하였다.
기원전 562년, 정나라가 송나라를 공격하자 진나라가 제후들을 이끌고 정나라를 공격하였고, 공자 정은 군사를 이끌고 정나라를 구원하였다.
기원전 561년, 송나라를 공격하였다.
기원전 560년, 초 공왕이 병이 나자 대부(大夫)들에게 말하였다. "나는 덕행이 없었는데 어린 나이에 한 나라의 임금이 되었소. 태어난 지 10년 만에 선군인 장왕께서 세상을 떠나셨고, 사부(師傅)와 보부(保傅)의 교훈을 받지 못한 채로 왕위를 계승하는 허다한 복록을 받게 되었소. 이로 인해 덕행을 모자라게 하였고 선군의 패업을 상실하였고, 언릉에서의 전투에서 군대를 손실하여 나라로 하여금 치욕을 받게 하였으며 대부들로 하여금 부담을 지게 하였소. 이 모든 것은 나의 잘못이고 그 정도가 막심하오. 만약 대가 대부들로부터 행운을 입게 되어 머리를 보전하고 좋게 일생을 마친 뒤 안장되고 제사를 받아 종묘에 들어가 선군을 따를 수 있게 된다면, 다만 바라건대 나에게 영(靈)이나 려(厲) 같은 나쁜 시호를 주고, 대부들이 그것을 선택하길 바라오." 대부들은 아무도 대답하지 않았고, 공왕이 다섯 차례나 말한 뒤에야 대답하였다.
이 해 가을에 공왕이 죽자 장사를 지내게 되었는데, 공자 정과 여러 귀족들이 시호를 상의하였다. 어떤 대부가 "임금이 이미 명령을 내리셨소."라고 하자 공자 정은 "아니 되오. 임금을 모시는 자라면 임금의 선행을 일컬어야 하지 과실을 좇을 수는 없소. 마땅히 공(共) 자로 해야지 이 글자를 쓰지 않을 수 있겠습니까? 초나라의 위엄을 선보였고, 다스림에 있어 만이들을 안무하였고, 남해로 대규모 정벌을 나가 그들로 하여금 제하(諸夏)에 속하게 하였소. 이러한 영광들로 위대했다고 말할 수 있는데, 이러한 영광을 가지고도 또한 자신의 과오를 알았으니, 공손하다고 하지 않겠습니까? 만약 임금의 선행을 일컫고자 한다면 공(共) 자로 시호를 정하기를 바라오." 대부들은 모두 그의 의견을 따랐다.
기원전 559년, 오나라를 공격했으나 실패하였다. 회군할 때 사망하였고, 동생인 공자 오에게 뒷일을 부촉하였으며 영(郢)의 방어를 강화하라고 하였다.

## 가족
- 부: 초 장왕
  - 초 공왕
  - 공자 정
    - ?
      - 손자 낭와

  - 공자 오